# 庫爾斯沙嘴國家公園 (俄羅斯)
55°08′N 20°48′E / 55.133°N 20.800°E

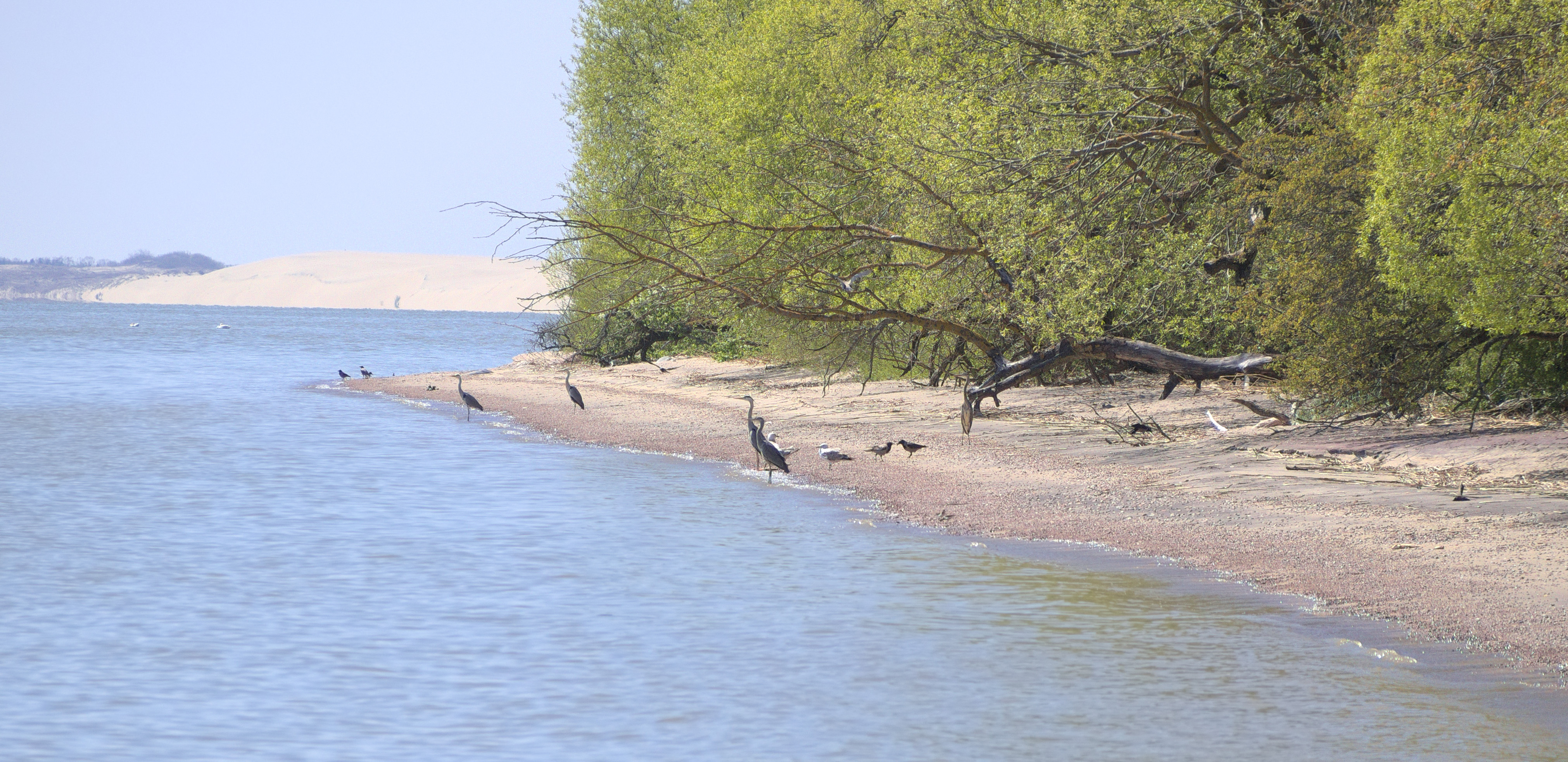

庫爾斯沙嘴國家公園是俄羅斯的國家公園，位於該國西北部加里寧格勒州，處於庫爾斯沙嘴，成立於1987年，面積66平方公里，有46種哺乳類、262種鳥類棲息。